# فادي جودة
فادي جودة (1 يناير 1971 في أوستن، تكساس -) طبيب، وشاعر، ومترجم أمريكي من أصول فلسطينية.

## النشأة
ولد جودة في مدينة أوستن بولاية تكساس عام 1971 لأبوين لاجئين فلسطينيين. ترعرع جودة في ليبيا والمملكة العربية السعودية.
عاد إلى الولايات المتحدة للدراسة حيث درس الطب، حيث التحق أولاً بجامعة جورجيا في أثينا، ثم كلية الطب بجورجيا، قبل إكمال تدريبه الطبي في جامعة تكساس. يمارس جودة حاليًا كطبيب في قسم الطوارئ في هيوستن، تكساس.
تطوع في الخارج مع منظمة أطباء بلا حدود.

## مؤلفات
في عام 2006، نشر «أثر الفراشة»، وهي مجموعة من القصائد للشاعر الفلسطيني محمود درويش مترجمة من اللغة العربية، والتي كانت في نهائيات جائزة القلم للشعر في الترجمة 2008.
في عام 2012، نشر جودة مثل «كطائر من القش يتبعني، وقصائد أخرى»، مجموعة من القصائد للشاعر الفلسطيني غسان زقطان مترجمة من العربية، والتي فازت بجائزة غريفين الشعرية الدولية لعام 2013. في عام 2017، ترجم جودة «ترجمة صامتة» لزقطان، حيث التي نشرتها كوبر كانيون برس.
تم نشر أحدث كتبه الشعرية، "Alight" بواسطة كوبر كانيون برس في عام 2013.

## في وسائل الإعلام
في أكتوبر 2014، تمت مقابلة جودة مع الفيلم الوثائقي شعر الشاهد، من إخراج صانعي الأفلام المستقلين بيلي توما وأنطوني سيريلو.